# 1390-1399
De jaren 1390-1399 (van de christelijke jaartelling) zijn een decennium in de 14e eeuw.

## Belangrijke gebeurtenissen

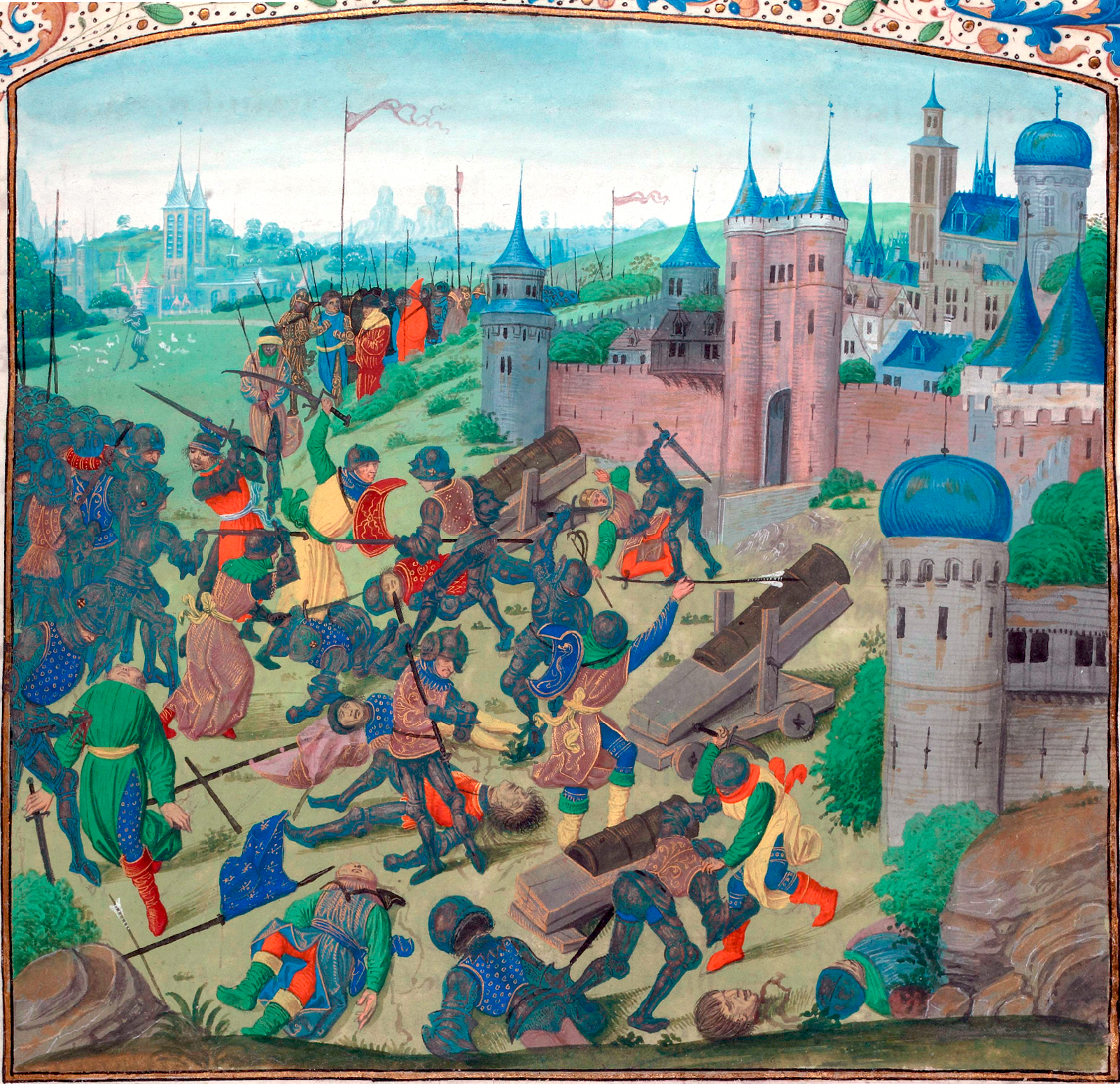
De laatste kruistocht eindigt met de Slag bij Nicopolis in 1396

### Honderdjarige Oorlog
- 1392 : Koning Karel VI van Frankrijk toont de eerste tekenen van krankzinnigheid
- 1393 : Bal des Ardents ligt aan de basis van de machtsstrijd tussen de Bourguignons en de Armagnacs.
- 1394 : Anna van Bohemen, koningin van Engeland, sterft.
- 1396 : Koning Richard II van Engeland hertrouwt met de dochter van Karel VI, Isabella van Valois.
- 1399 : Jan van Gent, de oom van Richard II, sterft. Zijn zoon Hendrik IV zet Richard af.

### Mongoolse Rijk
- 1393 : Timoer Lenk valt Bagdad binnen.
- 1395 : Tochtamysj-Timoer Oorlog.
- 1395 : Slag aan de Terek. Timoer verslaat Tochtamysj.
- 1398 : Timoer valt het Sultanaat van Delhi binnen.
- 1399 : Slag bij de Vorskla : De Gouden Horde onder leiding van Edigu en Qutlugh halen een overwinning op Tochtamysj en Vytautas de Grote van het Grootvorstendom Litouwen.

### Ottomaanse Rijk
- 1394 : Beleg van Constantinopel (1394-1402). Sultan Bayezid I valt de hoofdstad van het Byzantijnse Rijk aan.
- 1395 : Sigismund van Luxemburg, koning van Hongarije, roept op een kruistocht tegen de Ottomanen.
- 1396 : Slag bij Nicopolis. Behalve het Hongaarse doet ook een Bourgondisch leger mee. De kruisridders worden verslagen en Jan zonder Vrees, zoon van de hertog van Bourgondië, wordt na de Slag bij Nicopolis gevangengenomen door de Ottomanen. Filips de Stoute moet losgeld betalen om hem vrij te krijgen.
- 1396 : Het Tweede Bulgaarse Rijk houdt op te bestaan en wordt een vazalstaat van het Ottomaanse Rijk.

### Europa
- 1395 : Gian Galeazzo Visconti sticht het Hertogdom Milaan.
- 1397 : Unie van Kalmar. Margaretha I van Denemarken verenigt de Scandinavische landen.
- 1394: Eleanor Ryener wordt verhoord in verband met sodomie en prostitutie.

### Lage Landen
- 1392 - Hoekse en Kabeljauwse twisten. Na de moord op Aleid van Poelgeest, minnares van graaf Albrecht van Holland ontstaat er onenigheid met zijn zoon Willem VI van Holland.
- 1396 - Friese oorlog. Graaf Albrecht verslaat de Friezen bij Schoterzijl.
- 1398 - Tweede veldtocht van graaf Albrecht van Holland naar Friesland. In de burgeroorlog tussen Schieringers en Vetkopers wordt hij door de laatsten in de persoon van Gerrolt van Cammingha te hulp geroepen. Geheel Friesland wordt onderworpen aan het grafelijke gezag.

godsdienst
- 1391 - Anti-Joodse rellen breken uit in Toledo en Barcelona. Veel Joden in Barcelona verlaten de stad.
- 1394 - De Joden worden uit Frankrijk verdreven op bevel van Karel VI van Frankrijk.
- De op initiatief van Geert Grote gestichte zusterhuizen van de Moderne Devotie in Deventer staan vanaf 1392 onder leiding van Johannes Brinckerinck, die er de functie van rector heeft. Hij voert er het gemeenschappelijk bezit in, met een kas waaruit de hele gemeenschap leeft. Sindsdien wordt gesproken van Zusters van het Gemene Leven.

Scheepvaart en handel
- De Victualiënbroeders bevaren de Oostzee, waar ze als kapers namens Zweden aanvallen uitoefenen op Deense schepen en op de Hanzestad Lübeck. Zij vinden schuilplaatsen bij de Oostfriezen, en ontwikkelen zich steeds meer tot piraten.
- 1397 - Zeevaarders uit Portugal bereiken de Canarische Eilanden.
- 1398 - Het Stecknitzkanaal verbindt Lübeck met Lauenburg. Dit kanaal, met 17 sluizen, is het eerste kanaal van Europa dat een waterscheiding overbrugt.
- 1396 - Filips de Stoute sluit een overeenkomst waarbij vrij handelsverkeer tussen Engeland en Vlaanderen wordt toegestaan.

Azië
- 1392 - Einde van de Goryeo-dynastie en begin van de Joseon-dynastie in Korea.
- 1392 - Einde van de periode van rivaliserende noordelijke en zuidelijke keizers in Japan. Go-Komatsu wordt alleenheerser van Japan.
- 1394 - Seoel wordt de hoofdstad van Korea.

## Geboren
- 1390 - Jan Van Eyck, Vlaams schilder (waarschijnlijke datum)
- 1391 - Gendün Drub, de eerste dalai lama
- 1394 - Hendrik de Zeevaarder
- 1397 - Johann Gutenberg, uitvinder van de boekdrukkunst in Europa (datum onzeker, ergens tussen 1394 en 1404)
- 1397 - Paolo Uccello, Italiaans schilder

## Gestorven
- 1395 - Acamapichtli, de eerste historische heerser van Tenochtitlan
- 1398 - Hongwu, keizer van China en oprichter van de Ming-dynastie
- 1399 - Jan van Gent, zoon van Eduard III van Engeland en vader van Hendrik IV van Engeland

<< · 1390 · 1391 · 1392 · 1393 · 1394 · 1395 · 1396 · 1397 · 1398 · 1399 · >>
<< · 1300-1309 · 1310-1319 · 1320-1329 · 1330-1339 · 1340-1349 · 1350-1359 · 1360-1369 · 1370-1379 · 1380-1389 · 1390-1399 · >>